# 독정항
독정항은 전라남도 여수시 남면 화태리, 화태도 섬에 있는 어항이다. 2007년 8월 8일 어촌정주어항으로 지정하여 관리하고 있다. 시설관리자는 여수시장이다.

## 어항 구역
- 수역: 북위 34°34′35″, 동경 127°43′54″의 지점에서 N70°W방향으로 110m점과 이점에서 N20°E방향으로 95m점과 이점에서 N55°W방향으로 80m점과 이점에서 N25°E방향으로 육지부를 연결하는 선을 따라 형성된 공유수면[1]

## 어항 시설
- 방파제 144m, 선착장 151m, 부잔교 1기

## 기본 계획
- 방파제 164m, 선착장 151m, 부잔교 1기[1]

## 정비 계획
- 방파제 20m[2]

## 주요 어종
독정항의 주요 어종은 참돔, 우럭 및 광어 등이다.